# 郝跃
郝跃（1958年3月—），男，汉族，安徽阜阳人，中华人民共和国科学家，现任西安电子科技大学副校长，第九、十、十三届全国政协委员，第十一届全国人大代表。

## 生平
毕业于西安交通大学计算数学专业。

## 社会兼职
2008年当选第十一届全国人大代表。2018年1月当选第十三届全国政协委员。

## 荣誉
2013年，当选为中国科学院院士。